# 세인트 조지프스 대학교

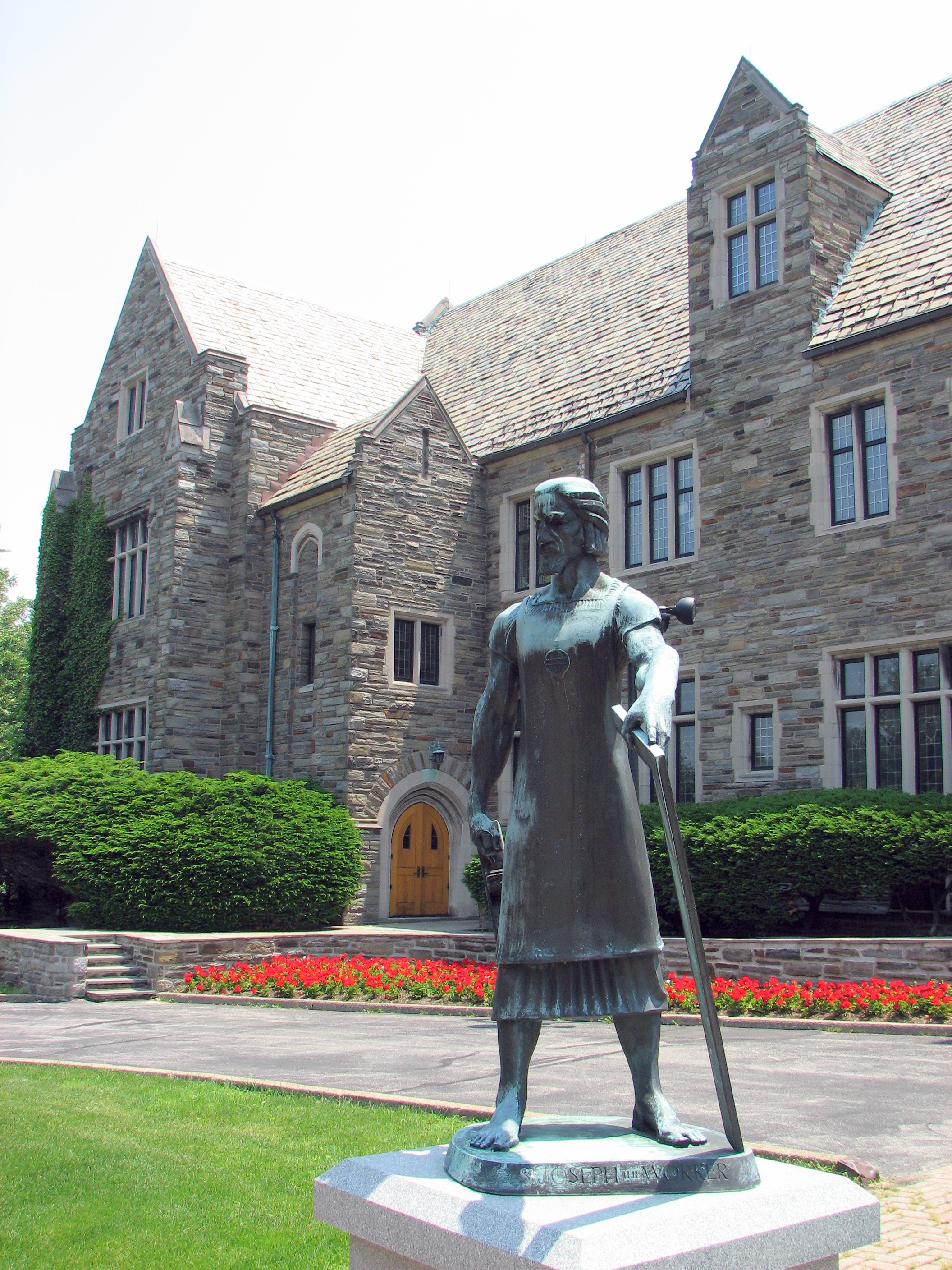

세인트 조지프스 대학교(Saint Joseph's University)는 미국 펜실베이니아주 필라델피아에 있는 사립 대학교이다. 1851년 9월 15일을 기하여 첫 개교되었다.